# Boulevard du Général-de-Gaulle (Garches)
Pour les articles homonymes, voir Avenue du Général-de-Gaulle.
Le boulevard du Général-de-Gaulle est une voie de communication située à Garches dans les Hauts-de-Seine, en France. Il suit le parcours de la route départementale 907.

## Situation et accès

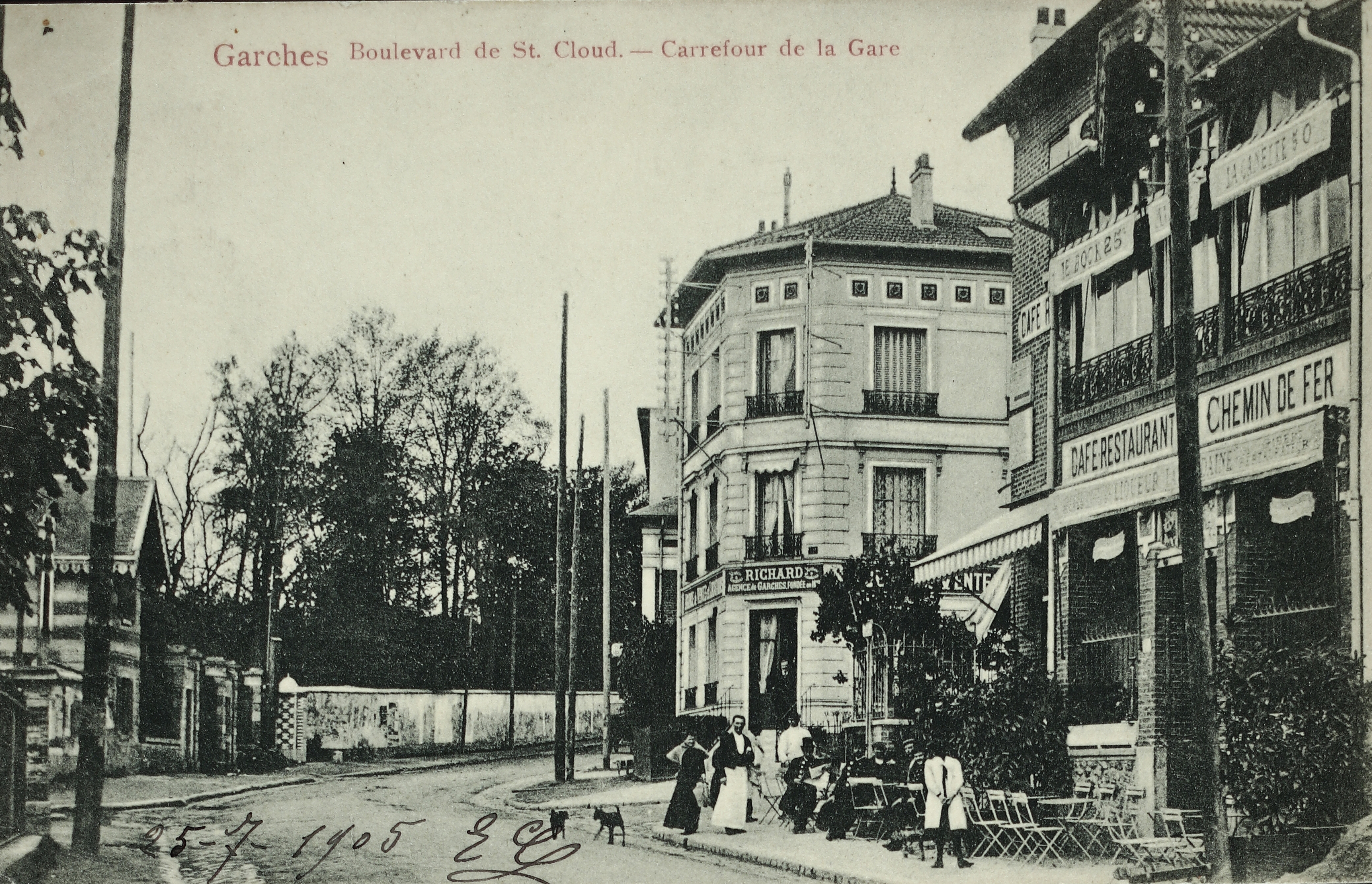
Carte postale - Garches - Boulevard de Saint-Cloud - Carrefour de la Gare.

Il commence son tracé à l'ouest, dans l'axe du boulevard Raymond-Poincaré, place de la Gare, à l'angle de l'avenue Joffre. Il se termine à l'intersection de la rue de la Porte-Jaune et de la rue Pasteur à Saint-Cloud.
Il est accessible par la gare de Garches - Marnes-la-Coquette, sur la ligne de Saint-Cloud à Saint-Nom-la-Bretèche - Forêt-de-Marly.

## Origine du nom

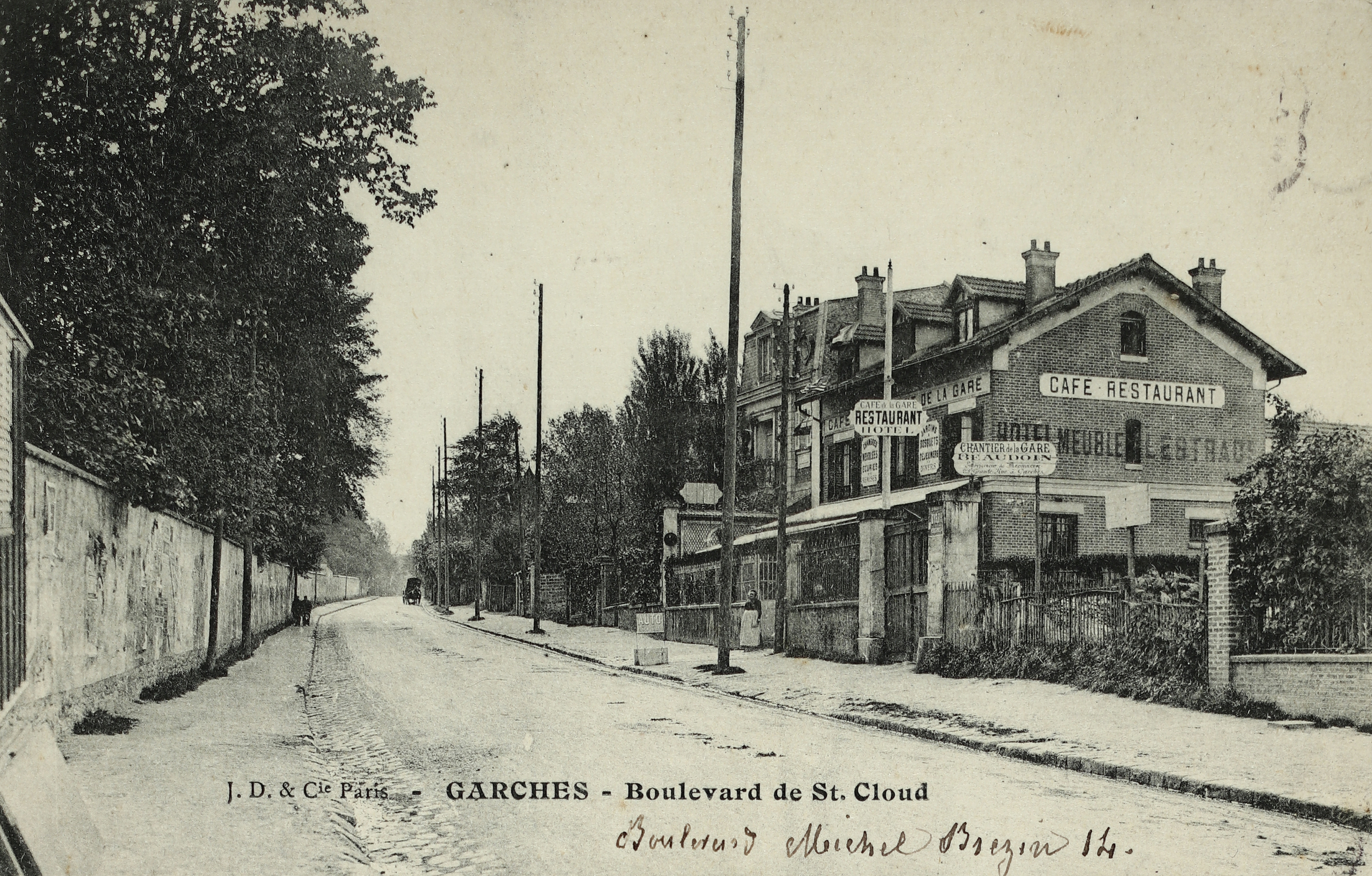
Garches - Boulevard de St-Cloud.

Il rend hommage à l'ancien Président de la République française Charles de Gaulle (1890-1970).

## Historique

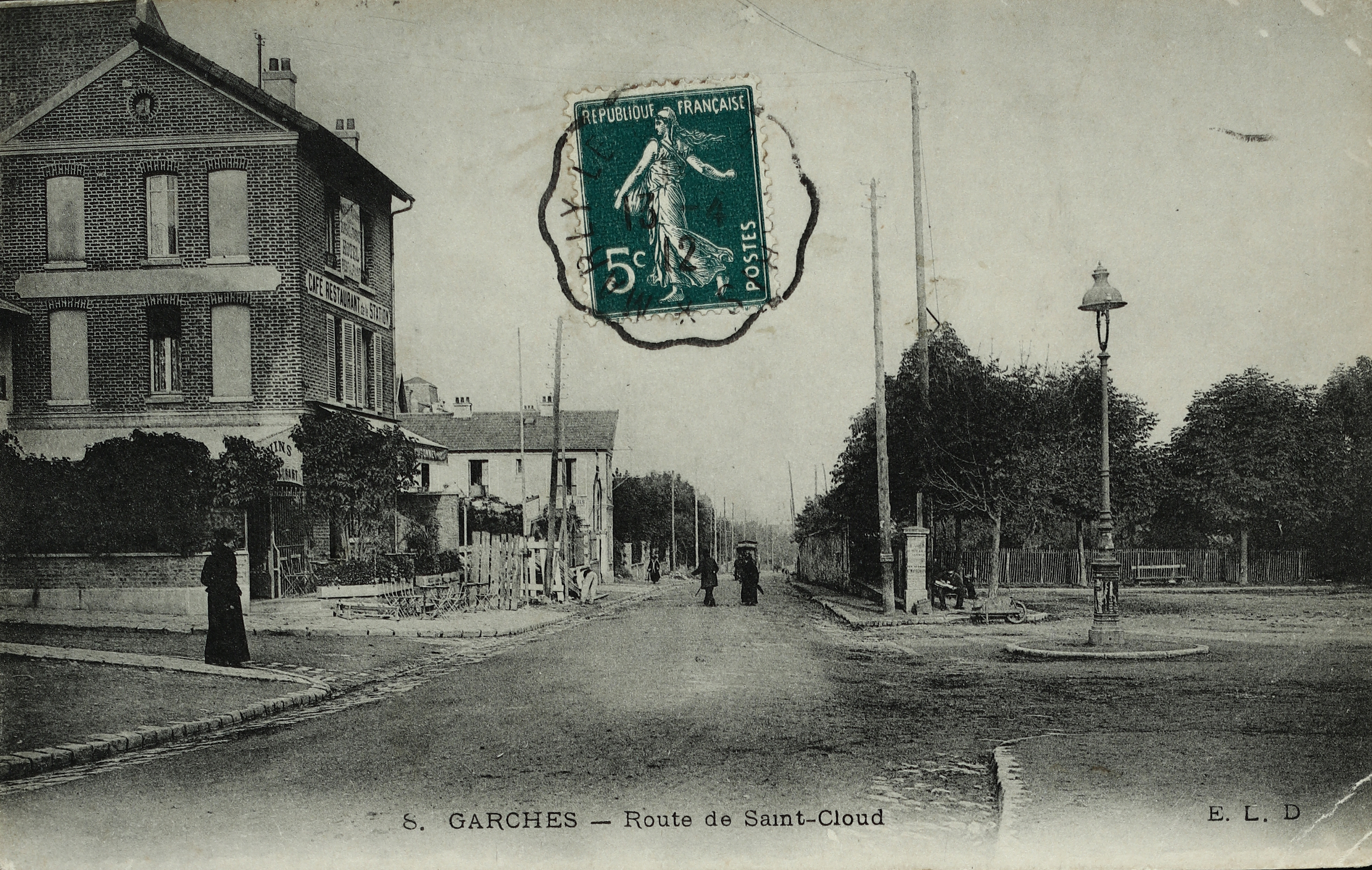
Garches - Route de Saint-Cloud.

Le 19 janvier 1871, lors de la seconde bataille de Buzenval, les soldats français parviennent à franchir la route de Saint-Cloud à Garches en occupant la maison Zimmermann (Gounod) et la maison Dantan.
Le 7 janvier 1912, l'anarchiste Marius Metge, membre de la bande à Bonnot, est arrêté à la villa Chêne-Houx, modeste pavillon en location situé au no 64.
Ce boulevard portait autrefois le nom de boulevard de Saint-Cloud.

## Bâtiments remarquables et lieux de mémoire

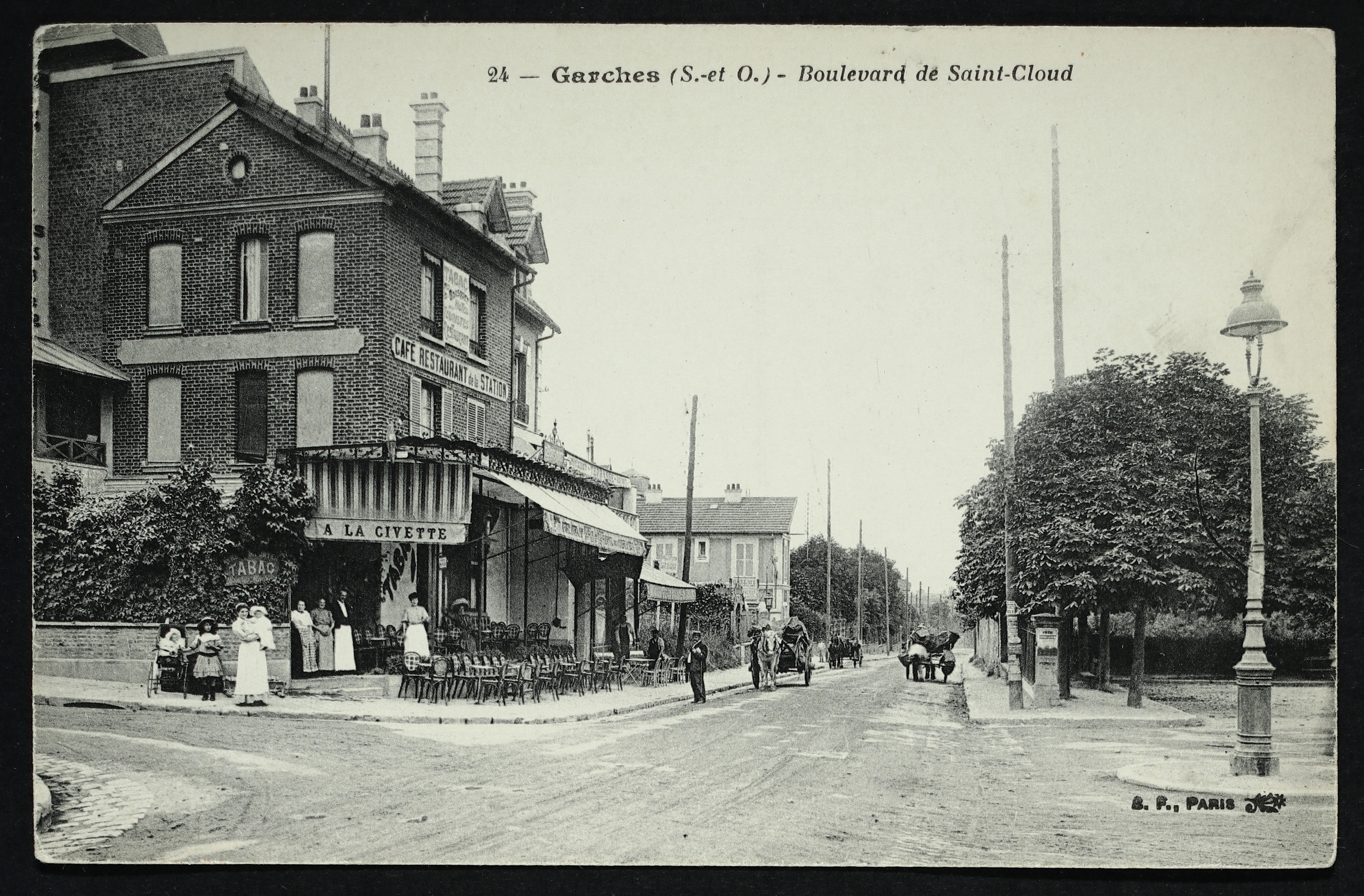
Le boulevard de Saint-Cloud.

- Le leader politique indien Gandhi venait dans les années 1930 à Garches chez des compatriotes et résidait au no 106, dans la villa Shantà Niva construite au début du XIXe siècle. Sur la plaque qui y est apposée, on peut lire : « Gandhi, apôtre de la non violence »[6].
- American School of Paris.